# Turkistan (tỉnh)
Turkistan (tiếng Kazakh: Түркістан облысы, Türkıstan oblysy), là tỉnh cực nam của Kazakhstan, với dân số 2.282.500 người. Tên gọi là Nam Kazakhstan từ năm 1992-2018. Thủ phủ của tỉnh là thành phố Turkistan (thành phố) . Các thành phố khác ở tỉnh Turkistanbao gồm Turkestan, Sayram, Kentau, Arys, Shardara, Jetysu, Saryag'ash và Lenger. Turkistan là tỉnh có diện tích nhỏ nhất nước cộng hoà Kazakhstan. Turkistan giáp với nước láng giềng Uzbekistan (giáp các tỉnh Navoiy, Jizzax, Sirdaryo, Toshkent, và rất gần thủ đô Uzbekistan Tashkent), ngoài ra còn giáp với 3 tỉnh khác của Kazakhstan: phía đông giáp với tỉnh Zhambyl, phía tây giáp với tỉnh Kyzylorda, phía bắc giáp với tỉnh Karagandy. Sông Syr Darya chảy qua địa bàn tỉnh, trên đường tới biển Aral. Ngoài ra, một đường ống dẫn dầu chạy từ Turkmenabat, Turkmenistan Omsk, Nga (nơi mà nó kết nối với đường ống dẫn dầu Siberia) ở phía Nam Kazakhstan. Dầu, chì và kẽm được tinh chế ở Shymkent.

## Nhân khẩu
Tỉnh Turkistan là tỉnh có mật độ dân số cao nhất trong nước cộng hoà Kazakhstan. Do nơi đây có khí hậu dễ chịu hơn so với các vùng khác của Kazakhstan, hệ thống thủy lợi tưới tiêu cũng được hoàn thiện hơn, và gần với các trung tâm lịch sử (chẳng hạn như Tashkent của Uzbekistan và thành phố nằm trên con đường tơ lụa của Samarkand và Bukhara). SKO cũng tăng trưởng nhanh nhất trong các tỉnh của Kazakhstan, do hai yếu tố chính. Một là tỷ lệ sinh giữa các gia đình truyền thống Kazakhstan và người Uzbek, nơi các gia đình có nhiều trẻ em từ 5-8 tuổi. Hai là cuộc di cư của lao động giá rẻ từ phía bắc Uzbekistan. Những lao động nhập cư này đôi khi trở thành người nhập cư chính thức, và nếu họ là dân tộc Kazakh và chỉ cần đóng một khoảng phí thấp cho chính quyền.
Tỉnh Turkistan là tỉnh duy nhất ở Cộng hoà Kazakhstan mà người Nga không xếp vị trí thứ nhất hay thứ hai về số lượng. Tại tỉnh, đông nhất là người Kazakh và xếp thứ hai là người Uzbek và sau đó mới tới người Nga. Thành phần dân cư tại thành phố thủ phủ cũ Shymkent của người Nga cũng giảm mạnh trong 20 năm qua từ con số 23% xuống còn 6% (1980 - 2000).

## Liên kết
Tư liệu liên quan tới South Kazakhstan Province tại Wikimedia Commons
- Trang chính thức